# Friedrichs-Gymnasium Herford
Das Friedrichs-Gymnasium ist eines von drei Herforder Gymnasien und die älteste Schule im Kreis Herford sowie eine der ältesten im deutschen Sprachraum.

## Lage
Die Schule liegt am Rande der Herforder Innenstadt in der Neustädter Feldmark in einem ruhigen Grünbereich an der Werrestraße. In Sichtweite befindet sich das Ravensberger Gymnasium Herford. Auch der Bahnhof Herford ist in ca. 15 Minuten Fußweg zu erreichen.

## Geschichte

### Gründung
Mit der Gründung eines Stifts für die Töchter des sächsischen Hochadels durch den Hl. Waltger im Jahre 789 beginnt die urkundlich nicht zu fassende Schulgeschichte. R. Pape nimmt an, dass es eine zweizügige Schule für die Adelstöchter und für angehende Ministranten und Geistliche gab.

### Lateinschule
Beleg für die Existenz der Jungenschule ist die Erziehung der beiden ersten Bischöfe Islands in Herford. Diese Schule, auf der in lateinischer Sprache unterrichtet wurde, wurde in der Stadt „de gemeyne Schole der Münster Kerken“ genannt, zumal deren Rektoren bis 1540 ausschließlich von der Herforder Äbtissin bestellt wurden.
Nach der Einführung der Reformation in Herford stifteten am 30. Juni 1540 die letzten Augustiner-Eremiten ihr Kloster der Stadt, die dorthin die Lateinschule des  Reichsstifts mit ihrem letzten Rektor Homerus Buteranus verlegt. Die Schulaufsicht übten Fürstäbtissin und Stadtrat zunächst gemeinsam aus. Im humanistisch-reformatorischen Zeitalter besaß die Schule auch dank der übernommenen Klosterbibliothek eine große geistige Strahlkraft mit universitärem Charakter, zumal es in ganz Westfalen keine Universität gab.
Nach der 1631 vom Reichskammergericht und 1642 vom Kaiser bestätigten „Reichsherrlichkeit“ der Stadt Herford wurde die Äbtissin nach kurzem Streit von der Mitsprache bei den Stellenbesetzungen ausgeschlossen.

### Namensgebung
1766 erhielt das „Gymnasium Fridericianum“ durch die Initiative des damaligen Herforder Bürgermeisters Ernst Philipp Rischmüller seinen Namen nach König Friedrich II. von Preußen (dem Großen). Seit 2015 ist zur Erinnerung an den Erneuerer die Rückseite des Schulgebäudes am Werreufer in „Rischmüllerufer“ benannt. Außer dieser Schule ist seit 1997 nur das Friedrich-Gymnasium in Luckenwalde nach FdG benannt. Er hatte zwei landesweite Kollekten zur Renovierung bzw. zum Neubau der maroden Klostergebäude genehmigt. Diese Fachwerkbauten mussten 1930 einer Schulerweiterung weichen.
Von den 63 Schülern war 1766 ein Drittel weiblich. Allerdings war dieses wahrscheinlich eine Art Schulversuch, der wohl etwa 1774 auslief. Im Jahre 1779 wurde für die Klassen die Bezeichnungen Infima (Sexta), Quinta, Quarta, Tertia, Secunda und Prima eingeführt. Die ersten Abiturprüfungen fanden 1789 statt.

### Humanistisches Gymnasium
Im 19. Jahrhundert wurde die Schule zu einem humanistischen Gymnasium, nachdem 1822 ein Versuch abgewehrt worden war, das Gymnasium in eine höhere Bürgerschule umzuwandeln. Allerdings wurde 1844 eine Realabteilung eingerichtet, in der unter Verzicht auf Altgriechisch den Schülern Französisch, kaufmännisches Deutsch und Rechnen beigebracht wurde.
1869 baute die Stadt der Schule ein neues Gebäude im klassizistischen Stil, das an der Stelle der alten Augustinerkirche in der Brüderstraße stand.
Am Gymnasium des 19. Jahrhunderts lag der Schwerpunkt auf den alten Sprachen Lateinisch und Griechisch, die mehr als zwei Fünftel der Unterrichtszeit beanspruchten. Im Abitur mussten die Schüler nicht nur einen deutschen, sondern bis 1890 auch einen lateinischen Aufsatz verfassen. Seine Streichung erfolgte auf Initiative Kaiser Wilhelms II. auf der Dezember-Konferenz 1890. Außerdem wurde bis 1925 die Übersetzung eines deutschen Textes ins Lateinische verlangt. Als moderne Fremdsprache stand Französisch auf dem Lehrplan, an dessen Stelle nach 1933 Englisch trat. Am Friedrichs-Gymnasium löste Englisch erst 1991 Lateinisch als erste Fremdsprache ab. Die zweite Fremdsprache ist seitdem Lateinisch oder Französisch.
Durch den 1925 eingeleiteten Ausbau der bestehenden Realschule zur mathematisch-naturwissenschaftlich ausgerichteten Oberrealschule (heute Ravensberger Gymnasium Herford) erhielt das Friedrichs-Gymnasium Konkurrenz, denn Oberrealschulen durften seit 1901 ebenfalls die allgemeine Hochschulreife vergeben. Doch auch das Renommee des Friedrichs-Gymnasium wuchs, denn 1929 wurde ihm durch preußischen Ministerialerlass die seltene Ehrung als „besonders bedeutungsvolle Anstalt“ verliehen.
Die Schulpolitik der Nationalsozialisten stufte das (altsprachliche) Gymnasium zu einer unerwünschten Sonderform herab. So wurde die Schülerzahl des Friedrichs-Gymnasiums zwischen 1933 und 1942 fast halbiert (von 270 auf 143). 1938 drohte sogar seine Auflösung, da nur drei Schüler für die Sexta angemeldet wurden. Erst durch den persönlichen Einsatz des Direktors der Oberrealschule und des Herforder Oberbürgermeisters konnten weitere Schüler zur Einrichtung einer Sexta gewonnen werden.

### Aufbauzug für Realschulabsolventen und Koedukation
Im Jahre 1961 wurde ein Aufbauzug für Realschulabsolventinnen und -absolventen angegliedert, in dem diese innerhalb von drei Schuljahren das Abitur erlangen konnten. In dieser Zeit musste auch das große Latinum erworben werden. Der Einzugsbereich des Aufbauzugs ging weit über die Grenzen der Stadt und des Kreises Herford hinaus, da in den 1960er Jahren diese Schulform noch nicht sehr verbreitet war.
Die Koedukation auch außerhalb des Aufbauzuges wurde 1964 wieder eingeführt. Vorher durften Mädchen nur mit besonderer Genehmigung der Schulbehörde aufgenommen werden. Allerdings waren 1964 schon 14 Prozent der gesamten Schülerschaft und sogar 23 Prozent des altsprachlichen Abiturientenjahrgangs weiblich.

### Neubau
1972 zog das Gymnasium aus der Brüderstraße in die Werregärten nahe der Hansastraße um. Der alte klassizistische Bau wurde trotz großen Protests in der Bevölkerung abgerissen, um dort ein Kaufhaus zu errichten. 1975 führte die Schule widerstrebend die Neugestaltung der gymnasialen Oberstufe ein.
1983 konnte dank privater Spenden auf dem Dach der Schule eine Sternwarte eingeweiht werden.
Im Jahr 2011 wurde an der Fassade ein beleuchtetes Schild mit der lateinischen Bezeichnung Gymnasium Fridericianum angebracht, das von der Ehemaligenvereinigung finanziert wurde.
Mit Beginn des Schuljahres 2014/2015 wurde am Friedrichs-Gymnasium ein neuer bilingualer Zweig eingerichtet. Während die Schülerinnen und Schüler dieses Zweiges in den ersten beiden Schuljahren zunächst weiteren Englischunterricht erhalten, werden die Sachfächer Biologie ab der Jahrgangsstufe 7 und Geschichte ab der Jahrgangsstufe 8 auf Englisch unterrichtet.

## Liste der Rektoren, ab 1839 Direktoren
- 1540–1548: Homerus Buteranus
- 1548–1553: Christian Schleibing
- 1553–1555: Heinrich Sibäus
- 1555–1560: Albert Lonicerus
- 1560–1563: Johann Glandorp
- 1563–1567: Albert Lonicerius
- 1567–1580: Franz Luckius
- 1580–1585: Caspar Kemna[de]
- 1585–1586: Heinrich Froböse
- 1586–1593: Johann Happen
- 1593–1598: Eucharius Catharinus
- 1598–1623: Wendelin Lonicerus
- 1623–1627: Sylvester Priebe[nius]
- 1627–1628: Jakob Stephani
- 1628–1633: Christoph Schröder
- 1633–1636: Joachim von Laer
- 1636–1638: Andreas Didelius
- 1638–1652: Franz Schröder
- 1652–1674: Christoph Kracht
- 1674–1679: Gottschalk von Laer
- 1679–1685: Bernhard Teutscher
- 1685–1729: Thomas Müller
- 1729–1731: Johann Caspar Rumpf
- 1732–1738: Johann Heinrich Volmar
- 1738–1746: Johann Heinrich Bose
- 1746–1758: Christoph Matthias Mölling
- 1758–1759: Arnold Heinrich Hotho
- 1759–1763: Johann Friedrich Wesselmann
- 1764–1779: Johann Heinrich Höcker
- 1781–1789: Friedrich August Benzler
- 1790–1794: Ludwig Wachler
- 1799–1807: Karl Engelbrecht Bergmann
- 1807–1838: Konrad Ernst Knefel
- 1839–1857: Friedrich Gotthold Schöne
- 1864–1883: Gustav Bode
- 1884–1895: Bernhard Steußloff
- 1895–1911: Hans Windel
- 1911–1914: Rudolf Gräber
- 1914–1946: Theodor Denecke
- 1946–1949: Gustav Schierholz
- 1949–1953: Wilhelm Holtschmidt
- 1953–1960: Karl Brumberg
- 1960–1974: Bernhard Otto
- 1974–1989: Herbert Disep
- 1990–2001: Werner Bulk
- 2001–2011: Hans-Joachim Becker
- 2011–2024: Gudrun Horst de Cuestas
- seit 2024: Katrin Böhme

## Bekannte Lehrer
- Theodor Berndt (1838–1916), Lehrer und Politiker

## Bekannte Schülerinnen und Schüler
Zu den Schülern der Bildungseinrichtung an dieser Stätte zählten Hathumod, Ísleifur Gissurarson, Gissur Ísleifsson, Heinrich von Herford, Hermann Dwerg, Justus Feuerborn, Johannes Cothmann, Anton Fürstenau, Simon Gogräve, Johann Botsack, Matthäus Daniel Pöppelmann, Friedrich Wilhelm Offelsmeyer, Adolph Bermpohl, Johann Heinrich Meier, Anton Heinrich Mollenbeck, Gerhard Friedrich Müller, Eduard Schauenburg, Eduard Kleine, Friedrich Bokelmann, Wilhelm Normann, Otto Weddigen, Carl Menckhoff, Hermann Höpker-Aschoff, Hugo Gieseking, Ernst Lohmeyer, Walter Baade, Winfried Boecken, Erich Gutenberg, Hanns Dustmann, Ludwig Denecke, Hans Quest, Rolf Weinberg, Max Westfeld, Ernst L. Wynder, Hanns Joachim Friedrichs, Hans Wollschläger, Jürgen Kraus, Arnold Bernsmeier, Jan A. Ahlers, Dirk Ahlers, Stella A. Ahlers, Roland Günter, Jürgen J. Rasch, Rainer Bölling, Edgar Selge, Nick Alexander Pasveer, Ulrich Sachsse, Ulrich Knefelkamp, Berndt Lüderitz, Richard Sprick, Jörg Echternkamp, Martin Heckmanns, Alexandra Althoff und Johann-Albrecht Haupt, Dirk Wiegand.